# Rodrigo Atencio
Rodrigo Uriel Atencio (Rosario, 30 de junio de 2002) es un futbolista argentino. Juega de enganche y su equipo actual es el Sport Recife del Campeonato Brasileño de Serie A.

## Trayectoria
Surgido de las inferiores del Club Atlético Independiente, debutó en Primera División el 1 de mayo de 2022 en lo que fue victoria 1-0 vs. Lanús. En el rojo tuvo poca participación, así que en 2024 fue prestado a Central Córdoba en busca de minutos. En el conjunto de Santiago del Estero se convirtió rápidamente en una pieza clave del equipo que logró ganar la Copa Argentina.

## Clubes
| Club                           | País          | Año           | Part. | Goles | Asis. |
| ------------------------------ | ------------- | ------------- | ----- | ----- | ----- |
| Independiente                  | Argentina     | 2022-2023     | 6     | 0     | 0     |
| Central Córdoba (SdE) (Cedido) | Argentina     | 2024          | 46    | 8     | 4     |
| Sport Recife                   | Brasil        | 2025-act.     | 12    | 3     | 0     |
| Total carrera                  | Total carrera | Total carrera | 64    | 11    | 4     |

## Palmarés

### Campeonatos regionales
| Título                  | Equipo       | Sede   | Año  |
| ----------------------- | ------------ | ------ | ---- |
| Campeonato Pernambucano | Sport Recife | Recife | 2025 |

### Campeonatos nacionales
| Título         | Equipo                | País      | Año  |
| -------------- | --------------------- | --------- | ---- |
| Copa Argentina | Central Córdoba (SdE) | Argentina | 2024 |